# Centro Regional de Estudios del Agua
El Centro Regional de Estudios del Agua (CREA) es un centro de investigación y desarrollo de la Universidad de Castilla-La Mancha situado en la ciudad española de Albacete. Creado en 2001, está dedicado a las distintas cuestiones que afectan al uso y aprovechamiento del agua.
El CREA se estructura en seis secciones compuestas por equipos multidisciplinares: Agronomía del agua, Economía y derecho del agua, Gestión de recursos hídricos e hidrología, Humedales, Ingeniería hidráulica y Limnología aplicada e hidrobiología.
Tiene su sede en el Edificio Francisco Jareño y Alarcón de la Universidad de Castilla-La Mancha en Albacete, en la autovía de Los Llanos, al sur de la ciudad.